# 박정영 (화학자)
박정영(朴正英, 1970년~)은 대한민국의 화학자이다. 한국과학기술원의 교수이자 기초과학연구소 나노물질 및 화학반응 연구단의 부연구단장을 맡고 있다.

## 같이 보기
- 국양
- 유룡